# Шпагат (упражнение)

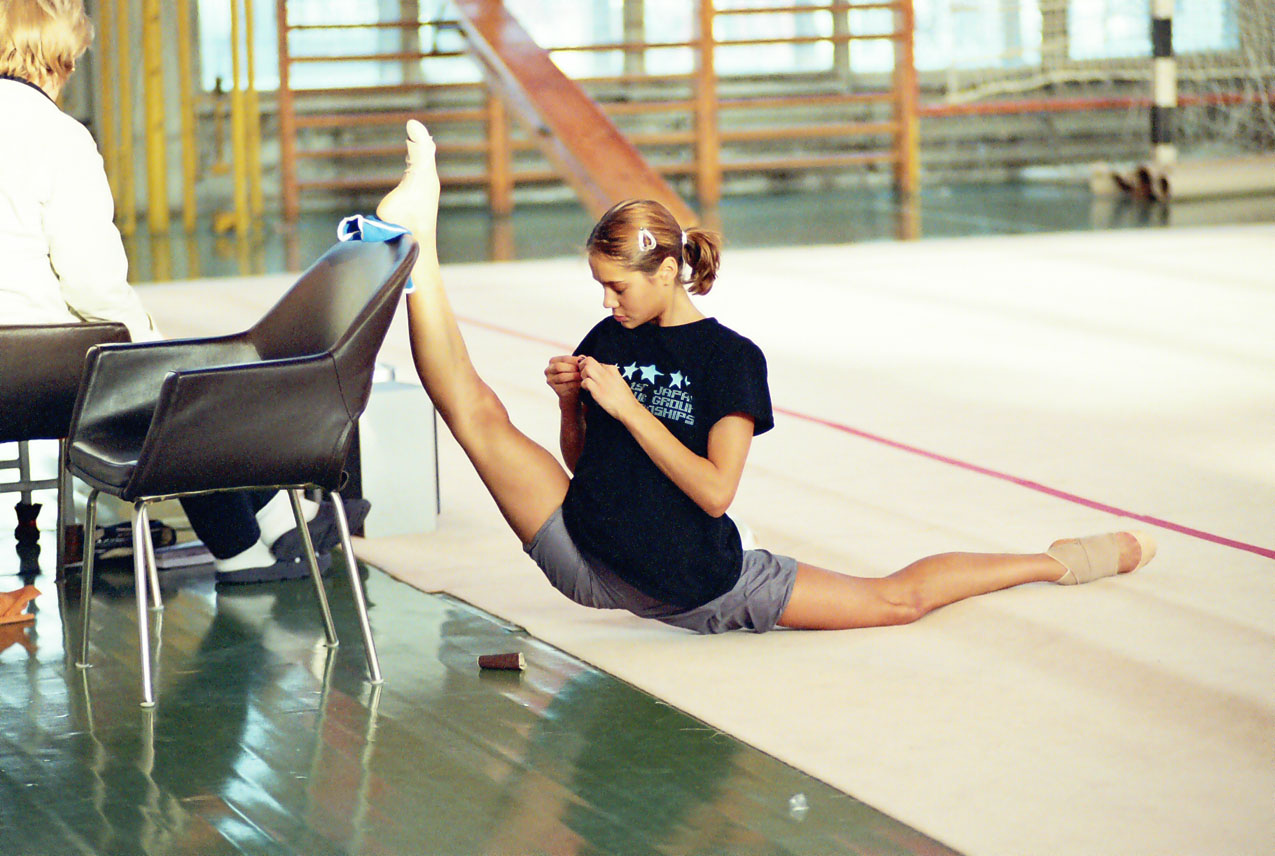
Правый продольный шпагат в художественной гимнастике, выполненный Ириной Чащиной

Шпага́т — статическое упражнение на растяжку мышц ног. Положение тела, при котором расставленные в противоположных направлениях ноги находятся на одной линии, а внутренние линии бёдер образуют угол в 180 градусов. Шпагаты выполняются в спорте (танцах, фигурном катании, спортивной гимнастике, аэробике, боевых искусствах, синхронном плавании, капоэйре, йоге).
В случае нарушения норм анатомии, травматичен.

## Виды

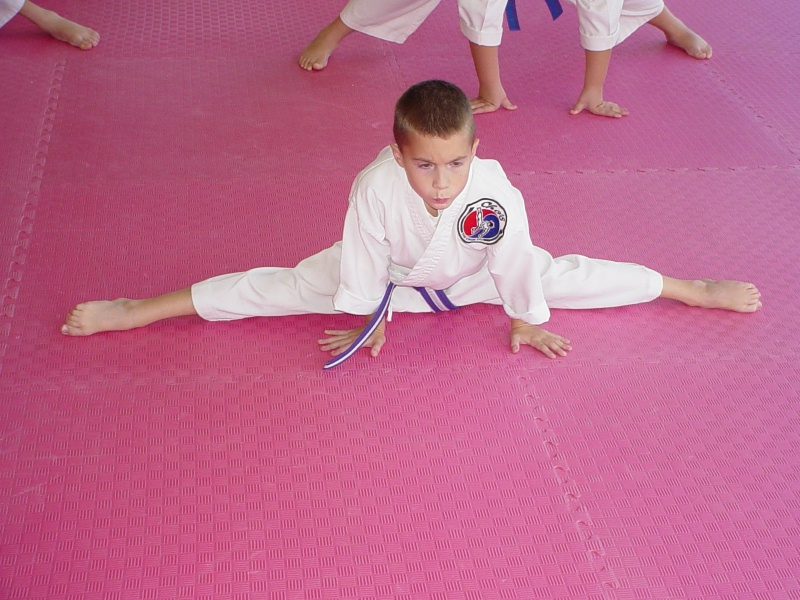
Тхэквондист выполняет поперечный шпагат

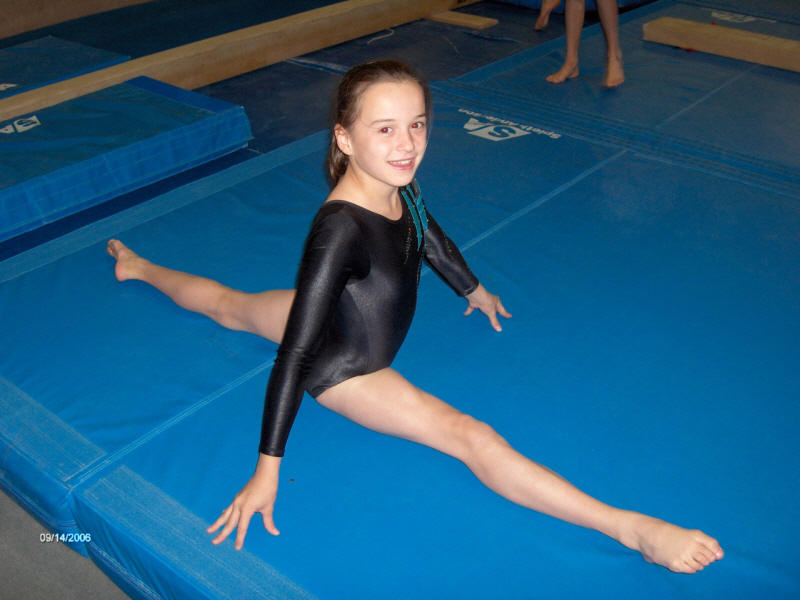
Гимнастка выполняет правый продольный шпагат

Акротанец «шпагат в прыжке»

Бывают «поперечный» (ноги разведены в стороны) и «продольный» (ноги разведены вперёд и назад) шпагаты.
Продольный различается на «правый» и «левый» — в зависимости от ноги, вытянутой вперёд. При хорошей гибкости шпагаты могут выполняться не только сидя на полу, но и на провисе, когда одна или обе стопы размещаются на опорах какой-либо высоты, при этом угол разведения ног превышает 180° («зашпагат», англ. oversplit).
Поперечный провисной шпагат, выполненный на двух достаточно высоких опорах, называется «королевским». Стал популярным с подачи известного киноактёра Ван Дамма.
Шпагаты могут выполняться в движении, стоя на одной ноге («вертикальный»), на прыжке, стоя на руках.

## Сложности
Возможность садиться на шпагат зависит от природных данных: строения тела и внутреннего состава мышечных волокон. Кроме того, с возрастом это достигается всё труднее. Перед тем, как делать растяжку в шпагате, требуется обязательный предварительный разогрев мышц; при его выполнении нужно следить за ровным положением бёдер. Нельзя форсировать движение, иначе может возникнуть боль не только в растягиваемых мышцах, но и в коленях, в тазобедренном суставе; при большой амплитуде растяжки (или резком движении) вероятна возможность получить травму.